# سیارک ۱۶۸۱۷
سیارک ۱۶۸۱۷ (به انگلیسی: 16817 Onderlicka، نامگذاری:1997UU10) شانزده هزار و هشتصد و هفدهمین سیارک کشف شده‌است که در ۳۰ اکتبر ۱۹۹۷ کشف شد.
قدر مطلق سیارک برابر ۱۵٫۰۰ است.